# Harpyie (Band)
Harpyie ist eine deutsche Folk-Rock-Band mit Metal-Einflüssen aus der ostwestfälischen Stadt Bad Oeynhausen. Anfang 2011 gegründet, ist diese aus sieben Mitgliedern bestehende Band im Bereich Folk-Metal beziehungsweise Mittelalter-Rock beheimatet.

## Geschichte
Harpyie wurde 2011, unter anderem von ehemaligen Mitgliedern der Band Comander Keen, gegründet. Die Band benannte sich nach der Harpyie, einem Fabelwesen der griechischen Mythologie. 2012 erschien das erste Musikvideo Blutsbrüder. Die Band spielte anschließend auf dem Wave-Gotik-Treffen. Am 21. Juni 2012 erschien das Debütalbum Blindflug über Trollzorn.
2013 erschien als Appetizer für das nächste Album ein Video zum Lied Sturmvögel, das die Band per Crowdfunding über Startnext finanzierte. Die Band bewarb sich außerdem für einen Auftritt auf dem Wacken Open Air 2013 und wurde aus 2.000 Bewerbern ausgewählt dort zu spielen. Dafür verzichtete die Band auf ihre Gage. Am 11. Oktober 2013 erschien über das Label Metalville das zweite Album Willkommen im Licht, produziert von Dennis Walkusch. Als Gastmusiker beteiligten sich Hauptmann von Feuerschwanz und Albert Dandemann von Blackmore’s Night am Album. Im selben Monat verließ Michael von Ullrichstein die Band.
Am 28. September 2014 verließ Kelaino der Dunkle die Band aus persönlichen Gründen, Nachfolger wurde Kayran der Geflügelte. Am 18. September 2015 erschien ihr drittes Album Freakshow, das unter dem Arbeitstitel Das schaurige 3. Album per Crowdfunding finanziert wurde. Am 28. April 2017 veröffentlichte die Band das Album Anima. Die Band trat 2017 erneut auf dem Wacken Open Air auf.
Am 1. Mai 2020 wurde auf der Band-Homepage veröffentlicht, dass die Band und die Geigerin Mechthild Janda „zukünftig getrennte Wege“ gehen würden; und es wird informiert, dass „Hexengeige“ Janda aber weiter mit Solo-Projekten zu erleben sei.

## Stil

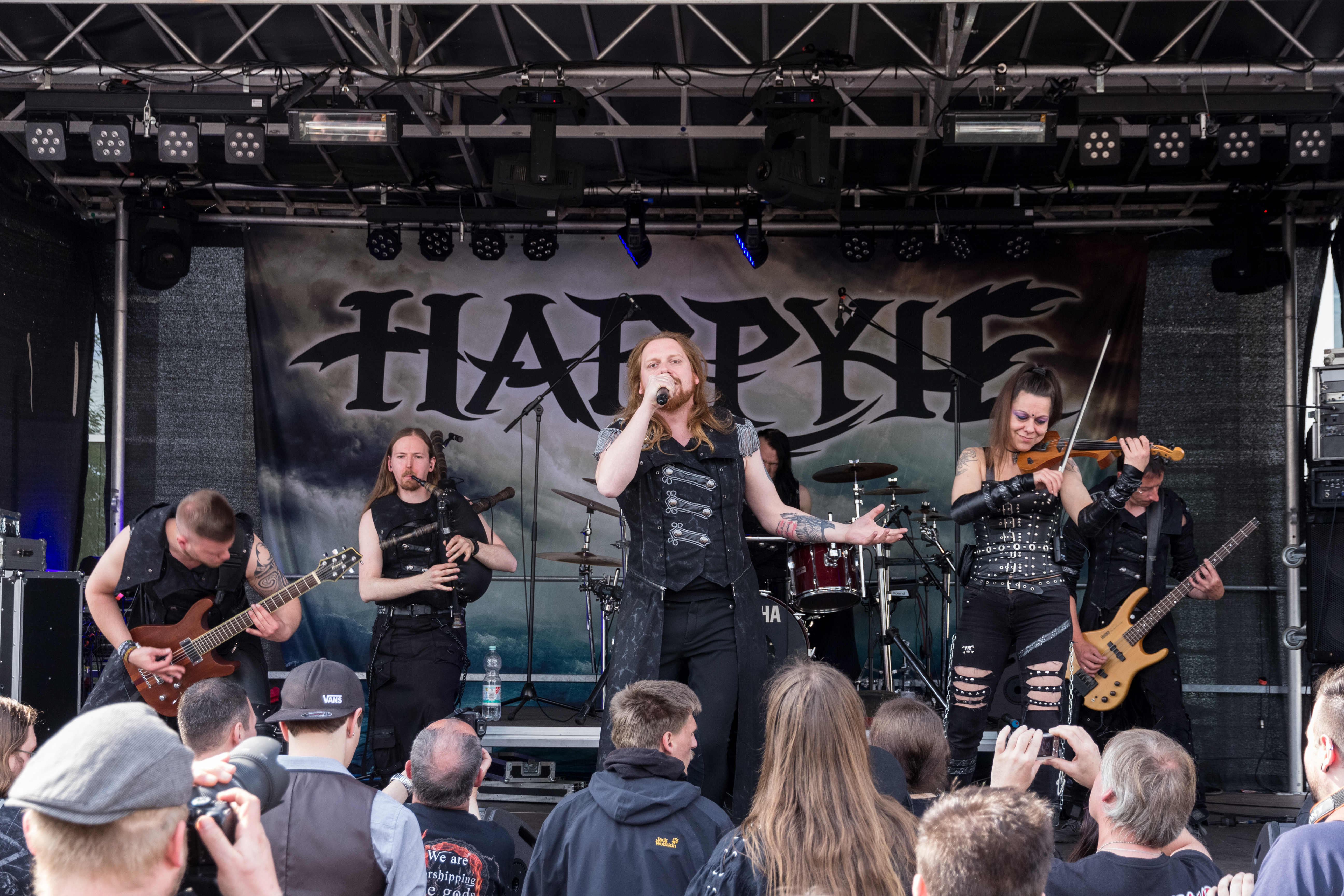
Harpyie bei der RPC 2015

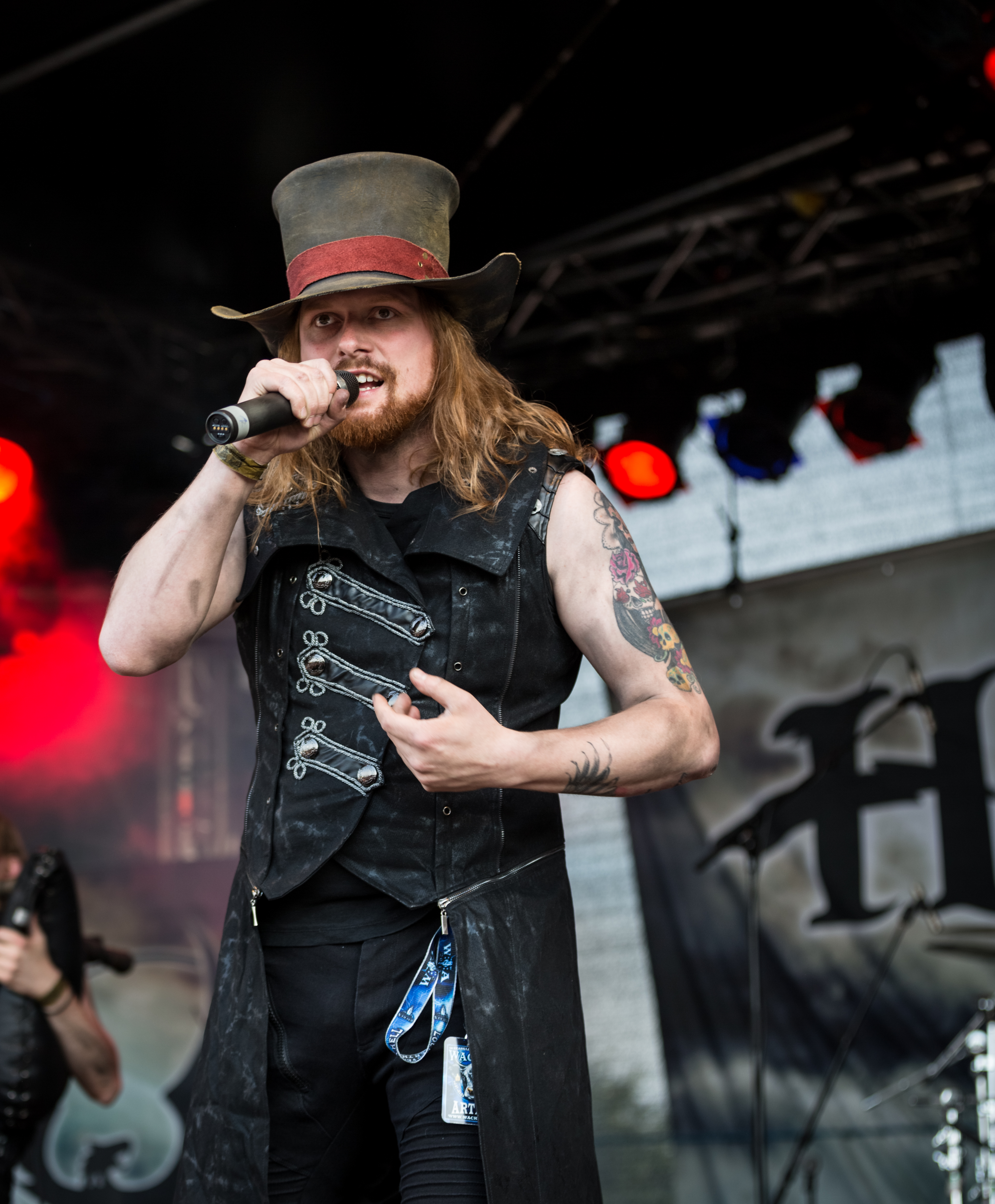
Harpyie beim Wacken Open Air 2015

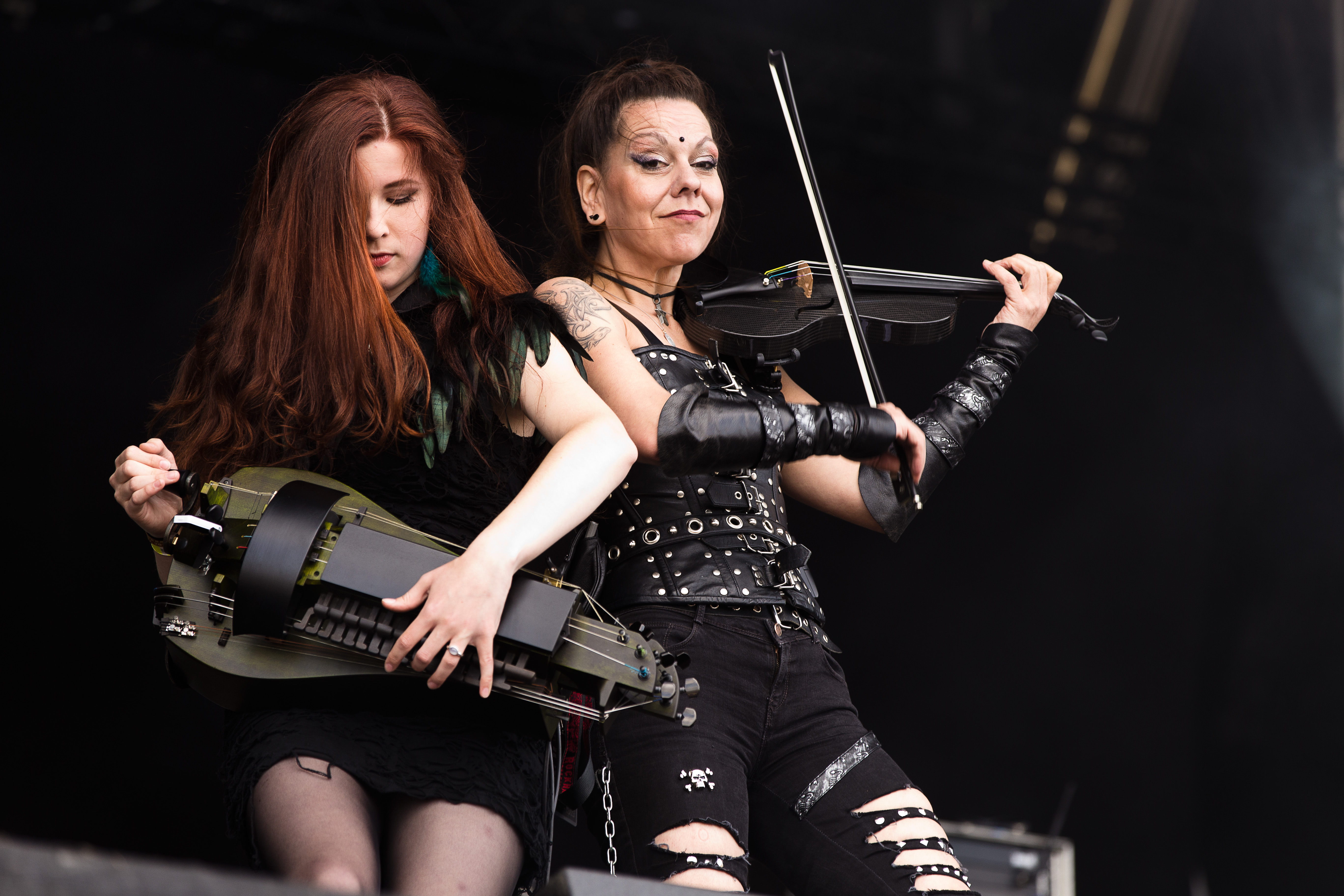
Io und Mechthild Janda auf dem Rockharz Open Air 2016

Harpyie bewegt sich zwischen den Stilen Mittelalter-Rock und Folk-Metal. Verwendet werden sowohl mittelalterliche Instrumente wie Sackpfeife und Flöten als auch Geigen, Gitarren und Schlagzeug. Die Texte orientieren sich weniger am Mittelalter, sondern viel mehr an der heutigen Zeit. Verglichen wird die Band mit Saltatio Mortis, In Extremo und Subway to Sally. Einflüsse zieht die Band auch aus dem Metalcore.

## Rezeption
Die ersten beiden Alben der Band wurden von den professionellen Metal-Webzines fast durchgängig verrissen. Metal.de bezeichnete das Album Willkommen im Licht als „halbgar“ und „absoluter Durchschnitt mit sägenden Gitarren und einem Sänger, der noch so einiges lernen muss“. Auf Musikreviews.de kam Andreas Schulz zu dem Fazit „Der Albumtitel ist Programm, denn Blindflug ist in musikalischer Hinsicht wirklich nur ein Blindflug. Hier haben Trollzorn eine Band unter Vertrag genommen, die an ihrer Darbietung noch jede Menge zu feilen hat“. Beim Nachfolger kam Schulz dann zum Ergebnis: „Willkommen im Licht zeigt HARPYIE in vielen, aber nicht allen Bereichen verbessert. Fans der Band werden natürlich von einem großartigen Album sprechen, bei objektiver Betrachtung macht man aber noch immer viele Punkte aus, die nicht wirklich zufrieden stellen.“ Der Sonic Seducer fand, das Album sei durch abrupte Stimmungswechsel etwas konfus und lasse einen roten Faden vermissen, insgesamt handle es sich jedoch um eine solide Platte.
Das dritte Album Freakshow wurde in der Zeitschrift Zillo Medieval ausgesprochen positiv rezensiert. Der Rezensent Sascha Blach befand, die Band habe ein Gespür für hitverdächtige Songs mit hohem Unterhaltungswert. Blach empfindet das Album, verglichen mit den Vorgängern, als düsterer. Auch die Arbeit des Produzenten Simon Michael (Subway to Sally) lobte Blach.

## Diskografie

### Alben
- 2012: Blindflug (Trollzorn / SMP Records) Neuaufnahme des Albums 2018 veröffentlicht via Metalville.
- 2013: Willkommen im Licht (Metalville / Rough Trade)
- 2015: Freakshow (Metalville / Rough Trade)
- 2017: Anima (Metalville / Rough Trade)
- 2019: Aurora (Metalville / Rough Trade)
- 2021: Minnewar (Metalville / Rough Trade)
- 2022: Blutbann (Metalville / Rough Trade)
- 2024: Voodoo (Metalville / Rough Trade)

### Splits
- 2017: Vogelhochzeit (mit Krayenzeit, 7"; Metalville / rough trade)

### Beiträge für Kompilationen
- 2012: Mummenschanz Compilation Vol. 1 (Song „Hundertdreyssig“)
- 2012: Zillo Medieval – Mittelalter Und Musik CD 6-12 (Song „Lunas Traum“)
- 2012: Trollzorn Label Compilation II (Song „Hundertdreyssig“)
- 2012: Sonic Seducer Jahresrückblick DVD (Song „Blutsbrüder“)
- 2013: Mummenschanz Compilation Vol. 2 (Song „Blutsbrüder“)
- 2013: Verbündet Sampler Vol.2 (Song „Blindflug“)
- 2013: Mittelalter: Medieval Spirits 6 – Larp Edition (Song „Hexe und Halunken“)

### Musikvideos
- 2013: Blutsbrüder (Regie/Produktion: Hristiana Raykova, Kay Büssing, Lars Reinert)
- 2014: Sturmvögel (Regie/Produktion: Lars Reinert)
- 2015: Das Zweigesicht (Regie/Produktion: Andre Freitag)
- 2015: Elisa (Regie/Produktion: Moritz Brandes, Jan Merlin Friedrich)
- 2016: Wilde Reise durch die Nacht (Regie/Produktion: Andre Freitag)
- 2017: Berserker (Regie/Produktion: Lars Reinert)
- 2017: Schneeblind (Regie/Produktion: Andre Freitag)
- 2017: Vogelhochzeit (mit Krayenzeit, Regie/Produktion: Andy Pilkington)
- 2018: Blindflug (Regie/Produktion: Patrick Winzler)
- 2018: Die Glorreichen Sieben (Regie/Produktion: Andy Pilkington)
mit Feuerschwanz, Krayenzeit, Metusa, Nachtgeschrei, Tanzwut und Vogelfrey
- 2019: Kompassrosen welken nicht (Regie/Produktion: Patrick Winzler, Carolin Rädle)
- 2019: Nichts mehr (Regie/Produktion: Andre Freitag, Patrick Winzler)
- 2020: Toss a coin to your Witcher (mit Annie Hurdy Gurdy, Regie/Produktion: Andre Freitag, Patrick Winzler)
- 2021: Wenn ich tot bin (Regie/Produktion: Lars Noske, Patrick Winzler)
- 2021: Tanz mit mir (mit Mr. Hurley, Regie/Produktion: Lars Noske, Patrick Winzler)
- 2021: Nachtfalter (mit ASP, Regie/Produktion: Patrick Winzler)
- 2021: Blutadler (Regie/Produktion: Mirko Witzki/Witzki Vision)
- 2022: Angst im Wald (Regie/Produktion: Cherene Pearce/Very Metal Art)
- 2022: Liebe auf den ersten Biss (Regie/Produktion: Matthias Pracht)
- 2024: Ikonoklast (Regie/Produktion: Matthias Pracht)